# Przeprowadzki
Przeprowadzki est une série télévisée polonaise réalisée entre 2000 et 2001, tournée à Varsovie, Piotrków Trybunalski et Oporów.

## Résumé
L'action de la série, selon le concept original, était censée durer cent ans - du Nouvel An 1900 au Nouvel An 2000. Chacun des épisodes est une intrigue distincte, racontant un déménagement et un objet perdu pendant celui-ci. Le seul lien entre les différentes parties est la famille Szczygieł, qui gère une entreprise de transport des biens des personnes qui déménagent. En arrière-plan de chaque histoire, des événements historiques importants se déroulent. Évidemment, ils ne restent pas sans influence sur l'histoire de la famille Szczygieł. La série n'a jamais été terminée. Sur les 21 épisodes prévus, seuls 10 ont été filmés, couvrant la période de 1900 à 1941.

## Distribution
- Olaf Lubaszenko : Stanisław Szczygieł
- Łukasz Nowicki : Bogdan Szczygieł
- Krzysztof Banaszyk : Czesław Szczygieł
- Artur Janusiak : Mieczysław Szczygieł
- Anna Radwan : Teresa Szczygieł
- Wojciech Majchrzak : Wacław Szczygieł
- Edyta Jungowska : Helena Szczygieł
- Kinga Preis : Róża Żychniewicz-Szczygieł
- Leon Charewicz : le père de Róża
- Maja Ostaszewska : Celina, épouse de Mieczysław Szczygieł
- Mirosław Jękot : directeur de banque

Ont également joués :
- Piotr Adamczyk : lieutenant, adjudant du général
- Zbigniew Bogdański (2 rôles) : avocat au mariage de Róża et Cześk (épisode 2) ; modèle Kuśmider du président Wojciechowski (épisode 7)
- Jacek Czyż : starosta au mariage de Róża et Cześk
- Dariusz Dobkowski : Guziłło, membre du comité d'accueil
- Ireneusz Dydliński : prisonnier de Pawiak
- Agnieszka Dygant : Urszula, épouse du duc Dowgiłło
- Adam Ferency : Général Yegorov
- Marian Glinka : contremaître Dziuniek
- Magdalena Gnatowska : fille portant du lait
- Tadeusz Hanusek : Lilpop, président de l'usine
- Przemysław Kaczyński : soldat
- Paweł Kleszcz : officier
- Krzysztof Kolberger : Docteur Zygfryd Reutt
- Mirosław Kowalczyk : invité au banquet dans le palais des Dowgiłłs
- Maciej Kozłowski : caissier Marian Holtz
- Robert Kudelski : Maciek Reutt
- Ireneusz Machnicki -: l'aviateur sur le banc de touche
- Maria Pakulnis : Docteur Reutt
- Dariusz Pick : prisonnier de Pawiak
- Ryszard Pracz : gardien de phare
- Tomasz Preniasz-Struś : soldat
- Zdzisław Sośnierz : Capitaine Tarnawski, médecin du régiment
- Stanisław Sparażyński : prêtre ayant célébré le mariage de Róża et Cześek.
- Karol Stępkowski : professeur, porteur dans l'entreprise de Szczygieł.
- Maciej Stuhr : Stefan Aleksander Okrzeja
- Paweł Szwed : porteur
- Wiktor Zborowski : Abraham Rosenberg, contremaître
- Wojciech Kobiałko
- Michał Paszczyk : porteur dans l'entreprise "Szczygieł"

## Liste des épisodes
(L'année dans laquelle se déroule l'épisode est indiquée entre parenthèses)
1. Kufer Lilianny (1900)
2. Szklana kula Róży (1901)
3. Serwantka generałowej (1905)
4. Kanapa doktora Reutta (1914)
5. Rondel kuchmistrza Sokołka (1918)
6. Nocnik panny Agaty Turskiej (1920)
7. Niczyj portret (1926)
8. Steinway ordynata (1929)
9. Sejf 1-go Pułku Szwoleżerów (1939)
10. Szafa brygadiera Abramka (1942)